# Музей Саймонстауна
Музей Саймонстауна (англ. Simon's Town Museum) — громадський музей, розташований у Саймонстауні, прибережному місті в Західнокапській провінції Південно-Африканської Республіки. Заснований у 1977 році. Музей підтримується провінцією та отримує підтримку від уряду Західнокапської провінції.

## Історія
Музей Саймонстауна заснований у 1977 році групою волонтерів-ентузіастів MOTHS (Ветерани війни Пам’ятного ордена олов’яних капелюхів) із “Snoekie Shellhole” та Історичного товариства Саймонстауна. Спочатку музей розташовувався в старому будинку директора, але його швидке розширення змусило раду опікунів шукати нове приміщення. Вони купили та відреставрували The Residency, історичну будівлю, зведену губернатором Йоахімом ван Плеттенбергом у 1777 році, щоб служити зимовою резиденцією губернатора Голландської Ост-Індської компанії на мисі Доброї Надії, коли він був у офіційних справах у Саймонс-Бей. На сьогоднішній день тут знаходиться музей Саймонстауна.

## Функції та теми
Музей Саймонстауна записує та зберігає всі аспекти історії громади Саймонстауна та зображує яскраве минуле цього маленького морського порту, чиє розташування на Капському морському шляху призвело до історії, яка переплітається з історією багатьох націй усього світу.

## Розбудова Саймонстауна
З перших днів свого існування місто Саймонстаун було дуже космополітичним. Таким чином, музей зображує доколоніальну історію, заснування буфету в Саймонс-Бей голландською Ост-Індською компанією в 1743 році і першу та другу британську окупацію з 1795 по 1803 рік і з 1806 по 1957 рік відповідно. Королівський військово-морський флот створив постійну базу в Саймонстауні в 1813 році, і його 144-річна присутність перетворила Саймонстаун із крихітної сезонної глушини в процвітаючий, гамірний, всесвітньо відомий морський порт, який приваблює іммігрантів з усього світу. Різноманітна спільнота, яка розвивалася понад 200 років, мала унікальну історію, спадщину та традиції.

## Апартеїд
Найбільшою трагедією, яка спіткала жителів Саймонстауна, було примусове виселення відповідно до Закону про групові зони урядом апартеїду в 1967 році. Це призвело до спустошення громади міста. Одним із найважливіших починань музею Саймонстауна був проект «Фенікс», який започаткований у 1996 році для запису та збереження історії колишніх мешканців Саймонстауна та додав багато нових матеріалів до колекції музею. Колишні мешканці, співробітники музею та волонтери регулярно зустрічаються та працюють разом, щоб переконатися, що колекції музею стали більш репрезентативними для спільноти Саймонстауна.

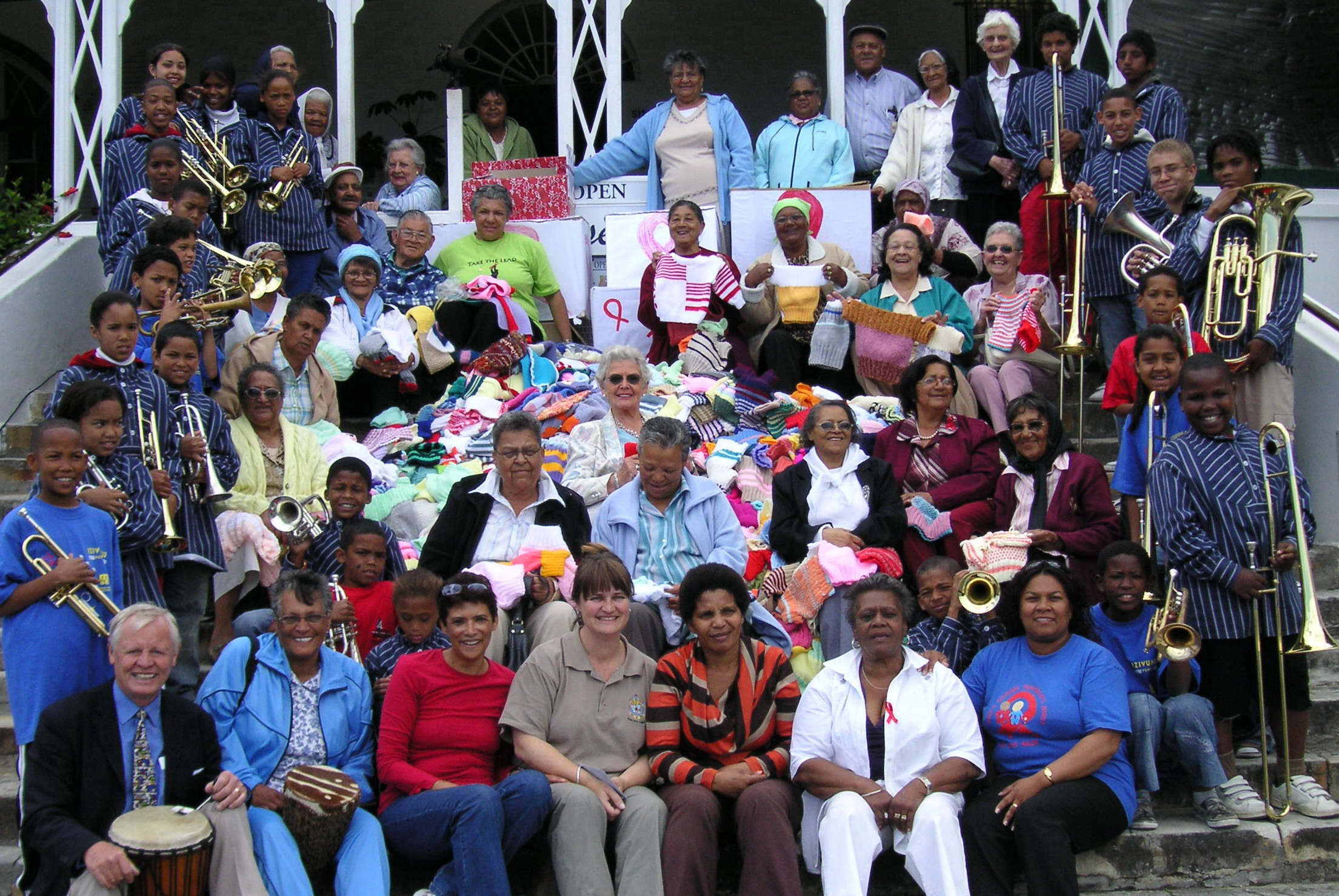
Учасники проєкту «В'язання трикотажу» до Дня боротьби з ВІЛ-СНІДом 2007 року на сходах музею Саймонстауна з трикотажними виробами, які зв'язала громада.

## Інші види діяльності
Окрім виставок і проєктів, музей Саймонстауна проводить низку освітніх та інформаційних програм і регулярно проводить заходи, пов’язані з національними днями Південної Африки.

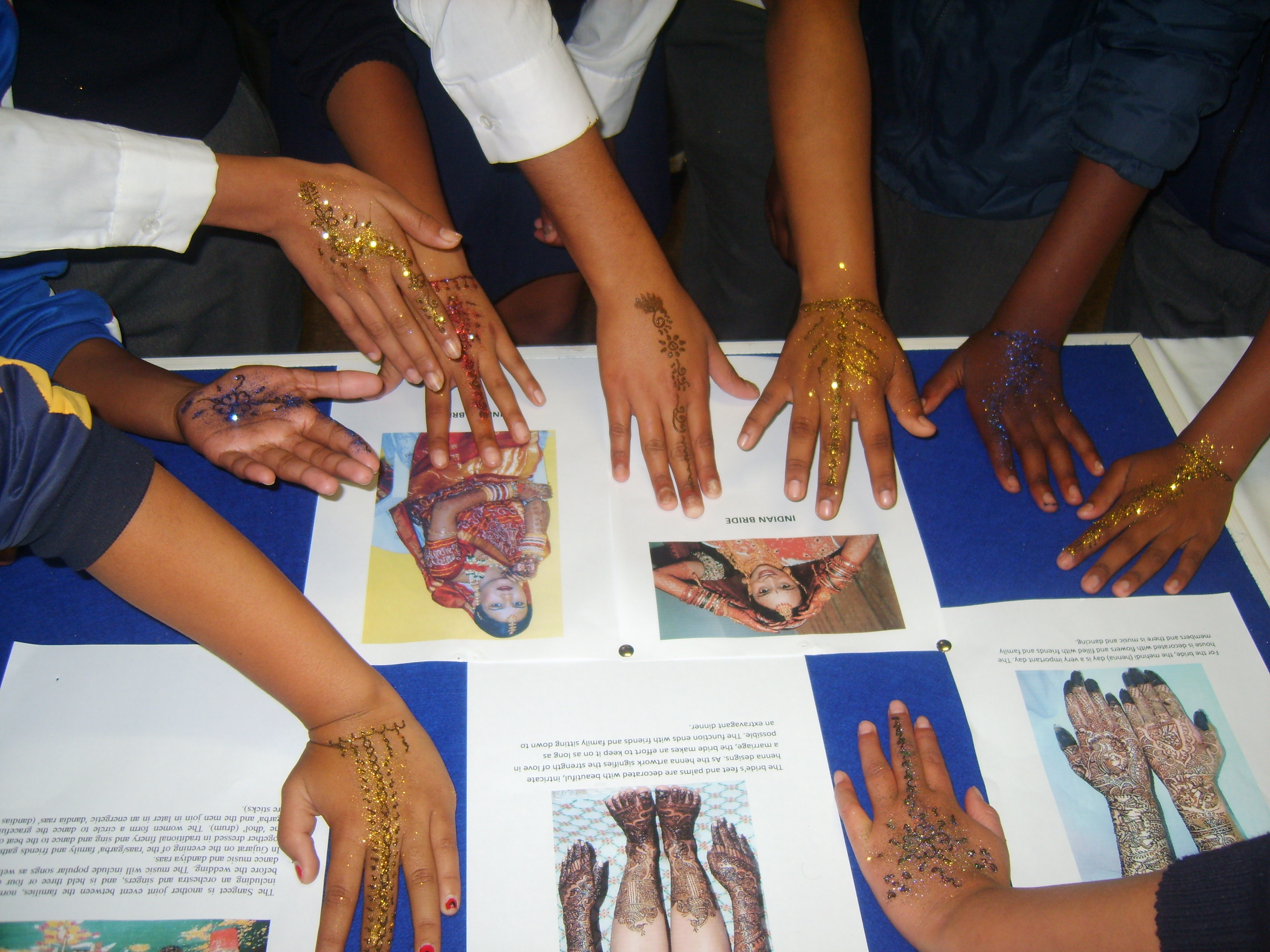
Учні беруть участь у Міжнародному дні музеїв 2010. Темою була «Соціальна гармонія».

## Зовнішні посилання
- Офіційний сайт